# Rónald González
Rónald Alfonso González Brenes (San José, 8 agosto 1970) è un allenatore di calcio ed ex calciatore costaricano.

## Caratteristiche tecniche
Giocava come difensore centrale.

## Carriera

### Club
Ha legato il suo nome al Deportivo Saprissa, squadra della natia Costa Rica con cui ha vinto 3 CONCACAF Champions League e 6 campionati costaricani, capitanando il club in varie competizioni. Ha avuto tre esperienze all'estero, di cui due in Europa: una con la Dinamo Zagabria, in Jugoslavia, una con lo Sturm Graz, in Austria, e una in Guatemala, dove giocò nel CSD Comunicaciones, divenendone capitano.

### Nazionale
González fu anche membro della nazionale della Costa Rica durante gran parte degli anni novanta, capitanando i Ticos durante la Copa América 1997 e partecipando a Italia 1990, dove, andando a segno contro la Cecoslovacchia, divenne tra i più giovani marcatori in un campionato mondiale. In precedenza era stato il capitano della rappresentativa Under-20 che aveva partecipato al mondiale del 1989, dove González aveva segnato contro la Colombia under 20. In tutto conta 65 presenze e 5 reti con la maglia della nazionale maggiore.

### Allenatore
Dopo aver assunto la carica di vice-allenatore al Deportivo Saprissa, González è stato scelto dalla Federazione calcistica della Costa Rica per guidare la Costa Rica under 20 al campionato mondiale di categoria del 2009.
Il 30 settembre 2019 ha assunto la guida della nazionale maggiore costaricana.

## Palmarès

### Club

#### Competizioni nazionali
- Campionato costaricano: 5

Deportivo Saprissa: 1988-89, 1989-90, 1993-94, 1994-95, 1997-98
- Campionato guatemalteco: 3

Comunicaciones: 1998-99, Apertura 1999-00, Clausura 2000-01

#### Competizioni internazionali
- CONCACAF Champions' Cup: 3

Deportivo Saprissa: 1993, 1995, 2005